# Купа на Америка
Купа на Америка е трофей, който се връчва в спорта ветроходство. Основан е през 1851 година и е най-старият все още съществуващ международен спортен турнир в света. Състезанията се провеждат между две ветроходни яхти като едната от тях е текущият шампион, който защитава трофея, а другата е претендентът за титлата, който стига до този етап след квалификации. Състезанията се провеждат през няколко години на дати, уговорени между двете страни. Няма фиксиран график, но обикновено срещите са между 3 и 4 години.
Историята и престижът, свързани с Купата на Америка, привличат най-добрите световни ветроходци, дизайнери на яхти, богати предприемачи и спонсори. Това е тест за ветроходни умения, дизайн на лодка и платна, както и умения за набиране на средства и управление. Участието за купата е изключително скъпо, като съвременните отбори харчат повече от 100 милиона щатски долара. Победителят от 2013 година е използвал повече от 300 милиона щатски долара за състезанието.
New York Yacht Club е абсолютен рекордьор от победи, като титлата неизменно остава в САЩ от 1870 година до историческата 1983 година, когато австралийците от Royal Perth Yacht Club успяват да изведат купата за пръв път извън Америка. Това се случва благодарение на яхтата Australia II и нейния екипаж, както и на революционния крилат кил, който използва. Включвайки първоначалната победа от 1851 година, 132-годишното държане на купата от NYYC е най-дългата (по отношение на времето) победна серия във всеки спорт.
Освен New York Yacht Club и Royal Perth Yacht Club, трофеят е печелен и от San Diego Yacht Club, Royal New Zealand Yacht Squadron, Golden Gate Yacht Club и Société Nautique de Genève. Шампион през 2021 година са новозеландците от Royal New Zealand Yacht Squadron. През октомври 2024 г. се провежда състезание между английския претендент Royal Yacht Squadron и Royal New Zealand Yacht Squadron, което защитаващият титлата си отбор печели със 7 – 2.

## Защитници и претенденти за купата
| №  | Година | Победител                              | Съперник                       | Резултат          | Място                 |
| -- | ------ | -------------------------------------- | ------------------------------ | ----------------- | --------------------- |
| 37 | 2024   | Emirates Team New Zealand (защитник)   | INEOS Team UK                  | 7 – 2             | Барселона, Испания    |
| 36 | 2021   | Emirates Team New Zealand (защитник)   | Luna Rossa                     | 7 – 3             | Окланд, Нова Зеландия |
| 35 | 2017   | Emirates Team New Zealand (претендент) | Oracle Team USA                | 7 – 1             | Бермудски острови     |
| 34 | 2013   | BMW Oracle Racing (защитник)           | Team New Zealand               | 9 – 8             | Сан Франциско, САЩ    |
| 33 | 2010   | BMW Oracle Racing (претендент)         | Alinghi                        | 2 – 0             | Валенсия, Испания     |
| 32 | 2007   | Alinghi (защитник)                     | Team New Zealand               | 5 – 2             | Валенсия, Испания     |
| 31 | 2003   | Alinghi (претендент)                   | Team New Zealand               | 5 – 0             | Окланд, Нова Зеландия |
| 30 | 2000   | Team New Zealand (защитник)            | Luna Rossa                     | 5 – 0             | Окланд, Нова Зеландия |
| 29 | 1995   | Black Magic (претендент)               | Young America                  | 5 – 0             | Сан Диего, САЩ        |
| 28 | 1992   | America³ (защитник)                    | Il Moro di Venezia.            | 4 – 1             | Сан Диего, САЩ        |
| 27 | 1988   | Stars and Stripes '88 (защитник)       | KZ1                            | 2 – 0             | Сан Диего, САЩ        |
| 26 | 1987   | Stars and Stripes '87 (претендент)     | Kookaburra III                 | 4 – 0             | Фримантъл, Австралия  |
| 25 | 1983   | Australia II (претендент)              | Liberty                        | 4 – 3             | Нюпорт, САЩ           |
| 24 | 1980   | Freedom (защитник)                     | Australia                      | 4 – 1             | Нюпорт, САЩ           |
| 23 | 1977   | Courageous (защитник)                  | Australia                      | 4 – 0             | Нюпорт, САЩ           |
| 22 | 1974   | Courageous (защитник)                  | Southern Cross                 | 4 – 0             | Нюпорт, САЩ           |
| 21 | 1970   | Intrepid (защитник)                    | Gretel II                      | 4 – 1             | Нюпорт, САЩ           |
| 20 | 1967   | Intrepid (защитник)                    | Dame Pattie                    | 4 – 0             | Нюпорт, САЩ           |
| 19 | 1964   | Constellation (защитник)               | Sovereign                      | 3 – 1             | Нюпорт, САЩ           |
| 18 | 1962   | Weatherly (защитник)                   | Gretel                         | 4 – 1             | Нюпорт, САЩ           |
| 17 | 1958   | Columbia (защитник)                    | Sceptre                        | 3 – 1             | Нюпорт, САЩ           |
| 16 | 1937   | Ranger (защитник)                      | Endeavour II                   | 4 – 0             | Нюпорт, САЩ           |
| 15 | 1934   | Rainbow (защитник)                     | Endeavour                      | 4 – 2             | Нюпорт, САЩ           |
| 14 | 1930   | Enterprise (защитник)                  | Shamrock V                     | 4 – 0             | Нюпорт, САЩ           |
| 13 | 1920   | Resolute (защитник)                    | Shamrock IV                    | 3 – 2             | Ню Йорк, САЩ          |
| 12 | 1903   | Reliance (защитник)                    | Shamrock III                   | 3 – 0             | Ню Йорк, САЩ          |
| 11 | 1901   | Columbia (защитник)                    | Shamrock II                    | 3 – 0             | Ню Йорк, САЩ          |
| 10 | 1899   | Columbia (защитник)                    | Shamrock                       | 3 – 0             | Ню Йорк, САЩ          |
| 9  | 1895   | Defender (защитник)                    | Valkyrie III                   | 3 – 0             | Ню Йорк, САЩ          |
| 8  | 1893   | Vigilant (защитник)                    | Valkyrie II                    | 3 – 0             | Ню Йорк, САЩ          |
| 7  | 1887   | Volunteer (защитник)                   | Thistle                        | 2 – 0             | Ню Йорк, САЩ          |
| 6  | 1886   | Mayflower (защитник)                   | Galatea                        | 2 – 0             | Ню Йорк, САЩ          |
| 5  | 1885   | Puritan (защитник)                     | Genesta                        | 2 – 0             | Ню Йорк, САЩ          |
| 4  | 1881   | Mischief (защитник)                    | Atalanta                       | 4 – 1             | Ню Йорк, САЩ          |
| 3  | 1876   | Madeleine (защитник)                   | Countess of Dufferin           | 2 – 0             | Ню Йорк, САЩ          |
| 2  | 1871   | Columbia и Sappho (защитници)          | Livonia                        | 4 – 1 (2 – 2 – 1) | Ню Йорк, САЩ          |
| 1  | 1870   | Magic (защитник)                       | Cambria                        | 1 – 0             | Ню Йорк, САЩ          |
| —  | 1851   | America (претендент)                   | Aurora (и флотилия от 13 яхти) | 1 – 0             | Каус, Остров Уайт     |

## В популярната култура
- Untold: The Race of the Century – документален филм на Netflix за историческата победа на Австралия през 1983 година
- „Вятър“ – художествен филм, САЩ, 1992 г, с режисьор Карол Балард. Сценарият и персонажите от филма нямат нищо общо с реалните 25-а и 26-а Купа на Америка, които са използвани само за поддръжка на общата сюжетна линия.